# Río Guadiato
El río Guadiato es un río del sur de España, un afluente de la margen derecha del río Guadalquivir que discurre íntegramente por la provincia de Córdoba. Nace en la falda del cerro de la Calaveruela, al sur de la aldea de La Coronada (Córdoba), término municipal de Fuente Obejuna, separado su nacimiento unos 500 metros de la Fuente de La Santanilla, lugar de nacimiento del río Zújar, en la provincia de Córdoba. 

## Curso
Desde su nacimiento el río Guadiato fluye a lo largo de 123 km de cauce en dirección NO-SE hasta pasado el embalse de Puente Nuevo cuando gira para cambiar su curso en dirección SO. Atraviesa el término municipal de Fuente Obejuna en cuyo límite se encuentra el embalse de Sierra Boyera, que también ocupa parte de Peñarroya-Pueblonuevo y de Belmez, y donde se unen dos riachuelos más que desembocan en el embalse. 
Tras pasar por el término de Villanueva del Rey, el siguiente gran embalse es el embalse de Puente Nuevo, en el municipio de Espiel. Continúa por los términos de Villaviciosa de Córdoba y de Córdoba por la zona de Santa María de Trassierra hasta el embalse de la Breña poco antes de su desembocadura en el río Guadalquivir junto a la localidad de Almodóvar del Río. 
La red fluvial del Guadiato la forman un conjunto de arroyos como el de Hontanilla, el Porvenir, el Lóbrego-Caleras y el Montuenga en la cuenca alta, y el Fresnedoso, el Albardado, el Molinos y el de Juana la Mala en la cuenca media. En la parte baja destaca el río de la Cabrilla.
Su curso forma un valle cuyos municipios componen la Mancomunidad del Valle del Guadiato. Aunque el río no atraviesa ninguna de las poblaciones que componen la comarca, sí pasa junto a muchas de ellas como Belmez, Espiel o Villaviciosa de Córdoba.
Existe un Puente Árabe situado sobre el río Guadiato.

## Flora y fauna
En la cuenca del Guadiato se conservan grandes superficies de bosque mediterráneo, especialmente en la cuenca baja, donde están presentes encinas, alcornoques, quejigos y matorral, además de repoblaciones con pináceas y bosque de ribera. 
Los embalses de Puente Nuevo y Sierra Boyera sustentan, sobre todo en invierno, diversas especies de aves acuáticas, como el ánade real, la focha, el pato colorado y el cormorán. También son visibles algunas aves rapaces, ciervos y jabalíes. 

## Historia
La cuenca del Guadiato ha sido explotada por sus recursos mineros desde antiguo. Ya en época romana se transportaba material extraído de las minas de Sierra Morena por el Guadiato. En su desembocadura existió la ciudad de Cárbula (probablemente Almodóvar del Río) que poseía fábricas de ánforas para envasar aceite. Los minerales además se transportaban por medio de animales hasta Corduba donde se embarcaban para se transportadas por el Guadalquivir hasta Cádiz y de allí a otros lugares del imperio.
A partir de 1778, el descubrimiento de carbón propició un nuevo auge de actividad minera en el valle del Guadiato, con la llegada de compañías extranjeras como la Sociedad Minera y Metalúrgica de Peñarroya de capital francés.